# Penicillium fractum
Penicillium fractum är en svampart som beskrevs av Udagawa 1968. Penicillium fractum ingår i släktet Penicillium och familjen Trichocomaceae.   Inga underarter finns listade i Catalogue of Life.